# 久住眞理
久住 眞理（くすみ まり）は、日本の教育者、医学博士（Ph.D）、臨床心理学修士。
人間総合科学および心身健康科学を提唱。現在、学校法人早稲田医療学園理事長、人間総合科学大学学長、日本心身健康科学会理事長を務める。私立大学としては、日本初の通信教育課程専門の人間総合科学大学を創立した（2000）。また日本では唯一、心身健康科学の博士・修士を取得できる人間総合科学研究科心身健康科学専攻（通信教育課程）を設置（2004）。新機軸の統合科学である心身健康科学の創始者であり学問構築を牽引する。

## 年譜
- 明治大学短期大学卒業
- 昭和大学医学部特別研究生修了（医学博士）
- 米国ＡＩＵ/ＣＳＰＰ臨床心理学大学院修了（臨床心理学修士）
- 1983年 早稲田医療専門学校校長に就任
- 1989年 放送大学教養学部卒業
- 1991年 学校法人早稲田医療学園理事長に就任
- 1993年 早稲田医療技術専門学校を設立
- 2000年 人間総合科学大学を開学。人間科学部人間科学科（通信教育課程）を設置
- 2004年 人間総合科学大学大学院人間総合科学研究科心身健康科学専攻修士課程（通信教育課程）を開設
- 2005年 人間総合科学大学人間科学部に通学制の健康栄養学科（栄養士・管理栄養士養成施設）を開設
- 2007年 人間総合科学大学大学院人間総合科学研究科心身健康科学専攻博士後期課程（通信教育課程）を開設
- 2009年 人間総合科学大学大学院人間総合科学研究科に通学制の健康栄養科学専攻修士課程（通学制）を開設
- 2011年 人間総合科学大学に通学制の保健医療学部（看護学科、リハビリテーション学科理学療法学専攻・義肢装具学専攻）を開設
- 社団法人東洋療法学校協会副会長（2000～2006）
- NPO法人日本e-learning学会副会長（2003～現在）
- さいたま市社会福祉法人設立認可等審査員会委員（2004～2009）
- 日本私立大学協会・教育学術充実研究委員（2008～現在）
- 人間総合科学会理事長（現・日本心身健康科学会、2005～現在）

## 著作

### 単著・共著・監著
- CLINICAL ACUPUNCTURE―A Practical Japanese Approach  Japan Pubns 1988
- 新時代の“ 学び” 考―究極のテーマはいかに生きるか 大学教育研究所 2003
- 心身健康科学概論 第2版（心身健康科学シリーズ） 人間総合科学大学/紀伊國屋書店 2012
- ストレスと健康（心身健康科学シリーズ）人間総合科学大学/紀伊國屋書店 2008
- 心身医学（心身健康科学シリーズ）人間総合科学大学/紀伊國屋書店 2008
- 行動科学概論（心身健康科学シリーズ）人間総合科学大学/紀伊國屋書店 2008
- 生命科学概論（心身健康科学シリーズ）人間総合科学大学/紀伊國屋書店 2012
- 生命倫理学（心身健康科学シリーズ）人間総合科学大学/紀伊國屋書店 2008
- 人体の構造と働き（心身健康科学シリーズ）人間総合科学大学/紀伊國屋書店 2010
- 文明科学概論 人間総合科学大学/紀伊國屋書店 2010
- Health Sciences of Mind and Body/First Edition 人間総合科学大学/紀伊國屋書店 2012
- HAS（Human Arts and Sciences）vol.1: 脳を育む,こころを育てる―心身の成長と脳の発達―人間総合科学大学 2008
- HAS（Human Arts and Sciences）vol.2: 現代の家族を考える－家族病理と心身のケア－ 人間総合科学大学 2009
- HAS（Human Arts and Sciences）vol.3: Knowledge for well-being―よりよく生きるための知恵―「こころ」と「からだ」の健康を科学する― 人間総合科学大学 2009
- HAS（Human Arts and Sciences）vol.4: 脳とこころの進化―なぜ宇宙は人類をつくったのか―人間総合科学大学 2009
- HAS（Human Arts and Sciences）vol.5:よりよく“老い”を生きる―あなたは“老い”をどう生きますか―人間総合科学大学 2009
- HAS（Human Arts and Sciences）vol.6:こころとからだをストレスから守る仕組みを探る,  心身健康科学調査班報告書2009，痛みは何故あるのか―防御あるいは罰？ 人間総合科学大学 2010
- HAS（Human Arts and Sciences）vol.7: 死への準備教育―あなたは死をどう迎えますか―人間総合科学大学 2011
- HAS（Human Arts and Sciences）vol.8: 健康長寿のすすめ―心身ともに豊かな「老い」をめざして 人間総合科学大学 2011
- HAS（Human Arts and Sciences）vol.9: 食を通して,こころとからだの健康生活習慣を 人間総合科学大学 2011
- HAS（Human Arts and Sciences）vol.10:脳とこころのからくり 人間総合科学大学 2012
- HAS（Human Arts and Sciences）vol.11: 幸せとはなにか―幸福感を感じるこころとからだの関係― 人間総合科学大学 2012
- HAS（Human Arts and Sciences）vol.12: 人間の能力は,遺伝子か環境か 人間総合科学大学 2012
- HAS（Human Arts and Sciences）vol.13:最新の科学から見た,こころとからだの健康生活のすすめ 人間総合科学大学 2013
- 人間総合科学会誌 第1巻1号（通巻10号）人間総合科学会 2005
- 人間総合科学会誌 第9巻1号（通巻25号）日本心身健康科学会 2013
- 運命を変える 心とからだの磨き方 幻冬舎 2013